# Japán konyhaművészet

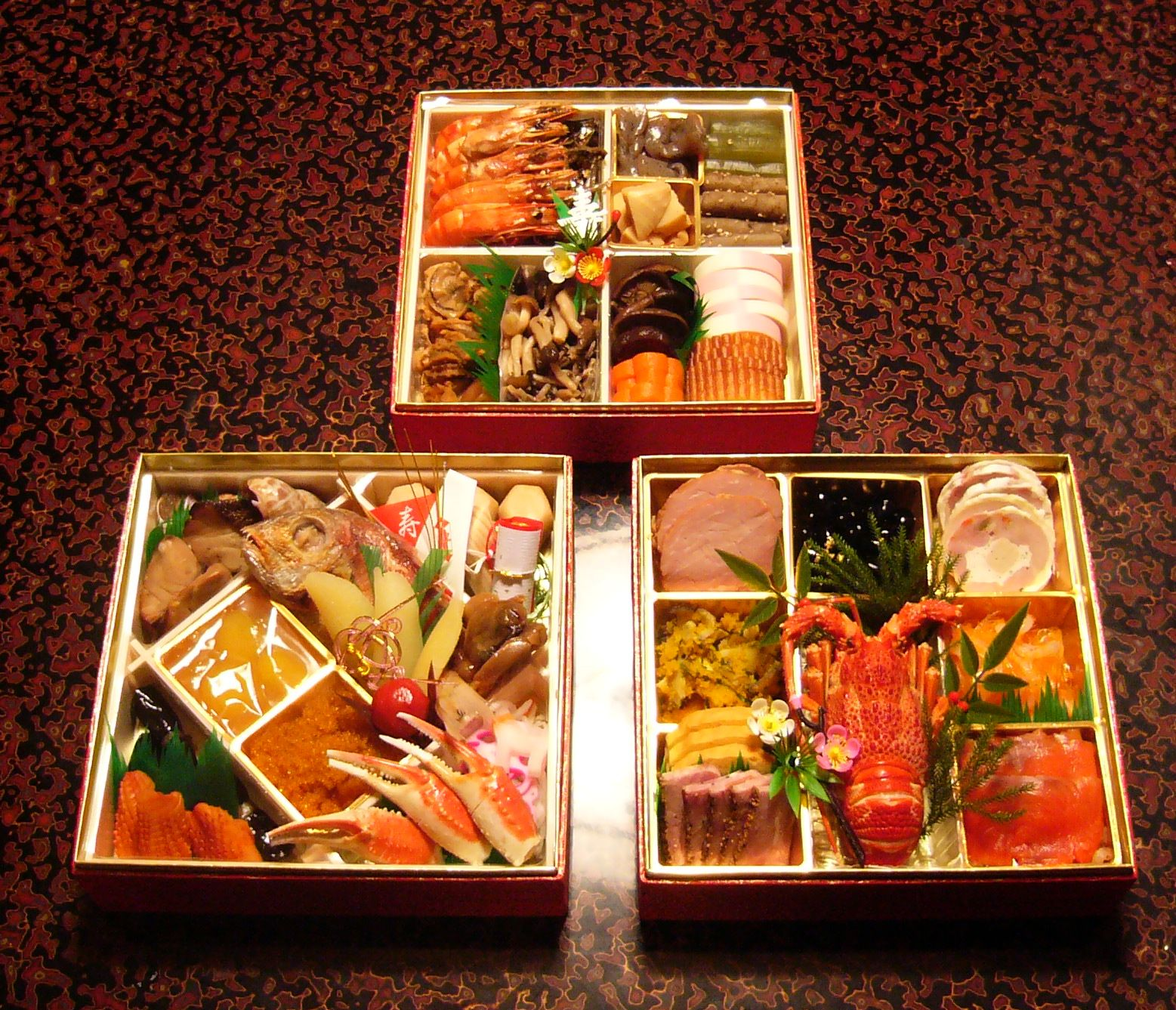
A oszecsi, újévi étel

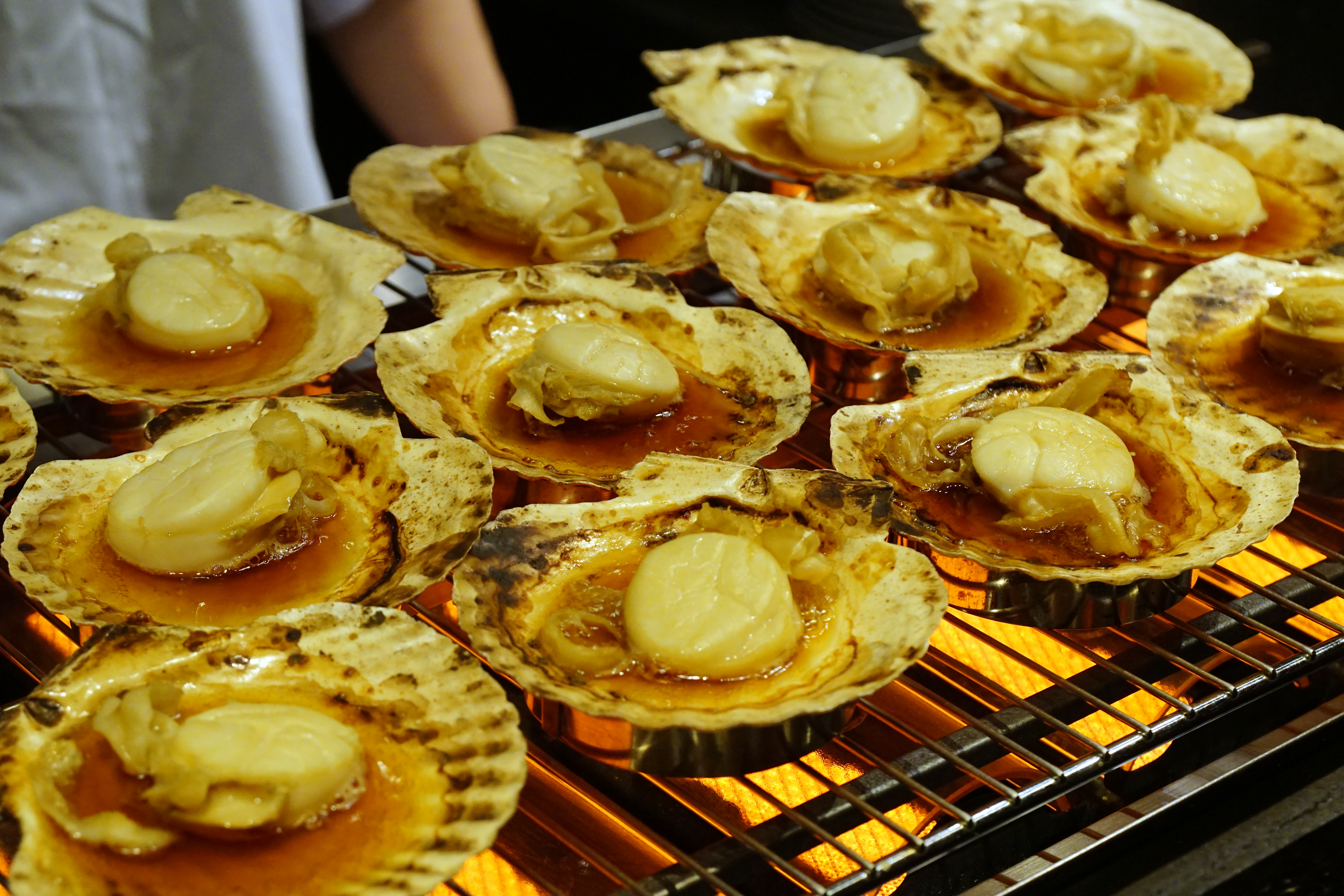
Fésűskagylók a Hoshino Resort Aomoriya étteremben, Misawa, Aomori prefektúra, Japán

A japán konyhában fontos szerepet játszik a táplálkozásban a hal (pl. lazac és tonhal), a tenger gyümölcsei (pl. kagyló, garnéla és tintahal) és a rizs.
A rizs a japán konyha alapvető élelmiszere, amely minden étkezésnél főfogás. Köretként okazu-nak (おかず) nevezik. A japán beszédben a rizs mint növény neve ine (稲 vagy 禾), főzetlenül, vagyis nyersen kome (米). A megfőzött rizst hannak, iinek vagy mesinek (飯) hívják, egyúttal az étkezés is ezt jelenti. (Udvarias beszédben azt mondják: gohan (ご飯), a kis gyerekek azt mondják: manma (まんま) idősebb emberek pedig azt mondják: mama (まま)).

## Jellemzői
Az Edo-kortól (1603–1868) kezdtek el a japánok naponta 3–5 alkalommal enni. A rizst Japánban kb. 2000 éve termesztik, és a rövidszemű forma a legkedveltebb.
A legtöbb leves három alapösszetevőből áll, szárított tonhalból, kombuból (tengeri alga) és siitake gombából. Ezzel az összetevőkkel együtt elkészített levest szuimonónak hívják. Ezenkívül a levesben szerepelhet miszo (szójából készült krém), amiből különböző fajták vannak. Van, amelyik édes, és van, amelyik sós. A miszoleves gyakran tartalmaz zöldségeket és/vagy tofut is.
Fontos szerepet játszanak a télire eltett savanyú zöldségek, savanyúságok (cukemono), amit a tél folyamán meg is esznek. Ilyen zöldség például a kínai kel, uborka, padlizsán és répa, ezenkívül az ume (zöld, éretlen szilva). Ezeket nem ecetbe, hanem sósvízbe, miszo- vagy rizslevesbe teszik. A sózott, télire eltett umecsemegét umebosinak hívják. Ezeknek a zöldségeknek étvágyjavító hatásuk van és gyakran reggelire szokták enni.
Egy teljesértékű reggeli alapja a frissen készített rizs. Ehhez egy kevéske grillezett halat, vagy sült malachúst szoktak felszolgálni. A halat és a tenger gyümölcseit gyakran fogyasztják Japánban, minél frissebb a hal, annál jobb nyersen is. Az Edo-kortól a friss nyershalakat szasimiként készítik el, amiket vaszabis szószba mártanak.

## Szezonalitás
A hangsúly az ételek szezonalitásán van, ugyanis a fogásokat úgy tervezik, hogy azok előre vetítsék a négy évszak érkezését.
A szezonalitás itt azt jelenti, hogy ki kell használni a ,,hegyek gyümölcseit" (山の幸, jama no szacsi, ,,a hegyek ajándéka") például bambuszrügyet tavasszal, gesztenyét ősszel, valamint a ,,tenger gyümölcseit" (海の幸, umi no szacsi, ,,a tenger ajándéka"), amikor szezonba jönnek. Ily módon az első csíkoshasútonhal-fogást nagyon megbecsülik, amely a Kuroshio áramlatból származik.
Ha valami a megszokottól korábban válik elérhetővé, az első termést vagy első fogást hasiri-nek nevezik.
Az (ehetetlen) falevelek és ágak használata mint dekoráció szintén a japán konyha jellegzetessége. Gyakran alkalmaznak olyan elemeket, mint a levesek tetején úszó juharlevelek, hogy egyfajta frissességet, azaz rjót (涼) árasszanak.
A japánszentfa ágainak használata szintén népszerű.

## Húsfogyasztás
Japánban a hús fogyasztása az Aszuka-kortól kezdődően még sokáig tiltott volt. A tilalom oka az volt, hogy 552-ben, a hatalmi harcokat követően a császári udvar államvallássá nyilvánította a buddhizmusnak azt a fajtáját, amely elvetette a húsevést. 675-ben Temmu császár rendeletével tilalmat hirdetett a szarvasmarha, ló, kutya, majom, illetve tyúkok fogyasztására.
A Meidzsi-korszak alatt azonban nyitni kezdtek más országok felé, aminek a hatására a 19. század második felében visszavonták a tilalmat. Ekkortól kezdve fedezhetők fel az európai és észak-amerikai elemek a japán gasztronómiában is, valamint a húsfogyasztás mindennapossá vált.

## Bentó

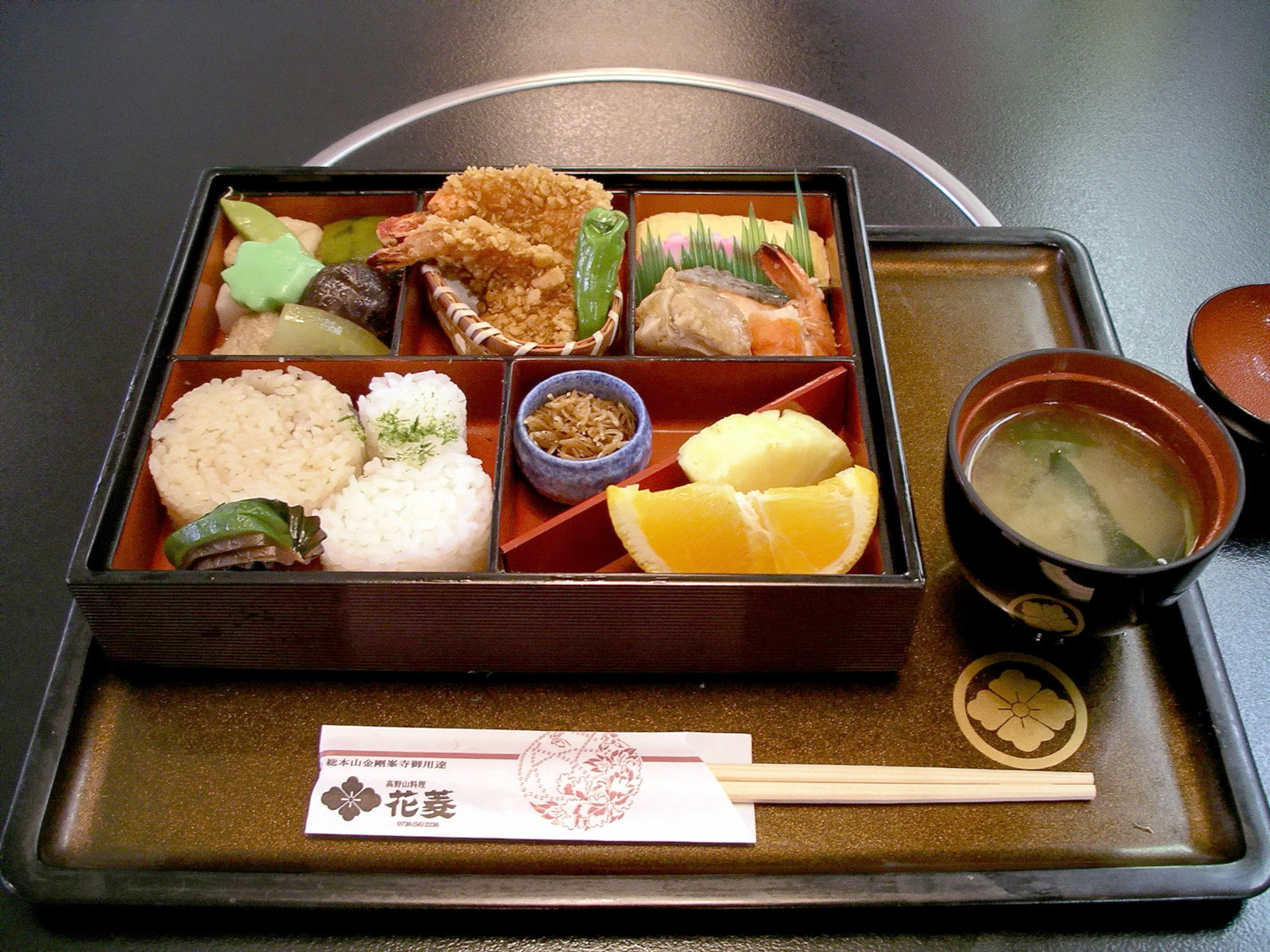
Bentó

A bentó részben egyfajta étkezést jelent, különböző ételek együttesét. Az ételeket egy speciálisan készült kis dobozkában tálalják, amelyből a legjobb a lakkozott fa anyagú. Általában rizst, savanyított vagy főtt zöldséget, továbbá halat vagy húst tálalnak elkülönítve.

## Fogások

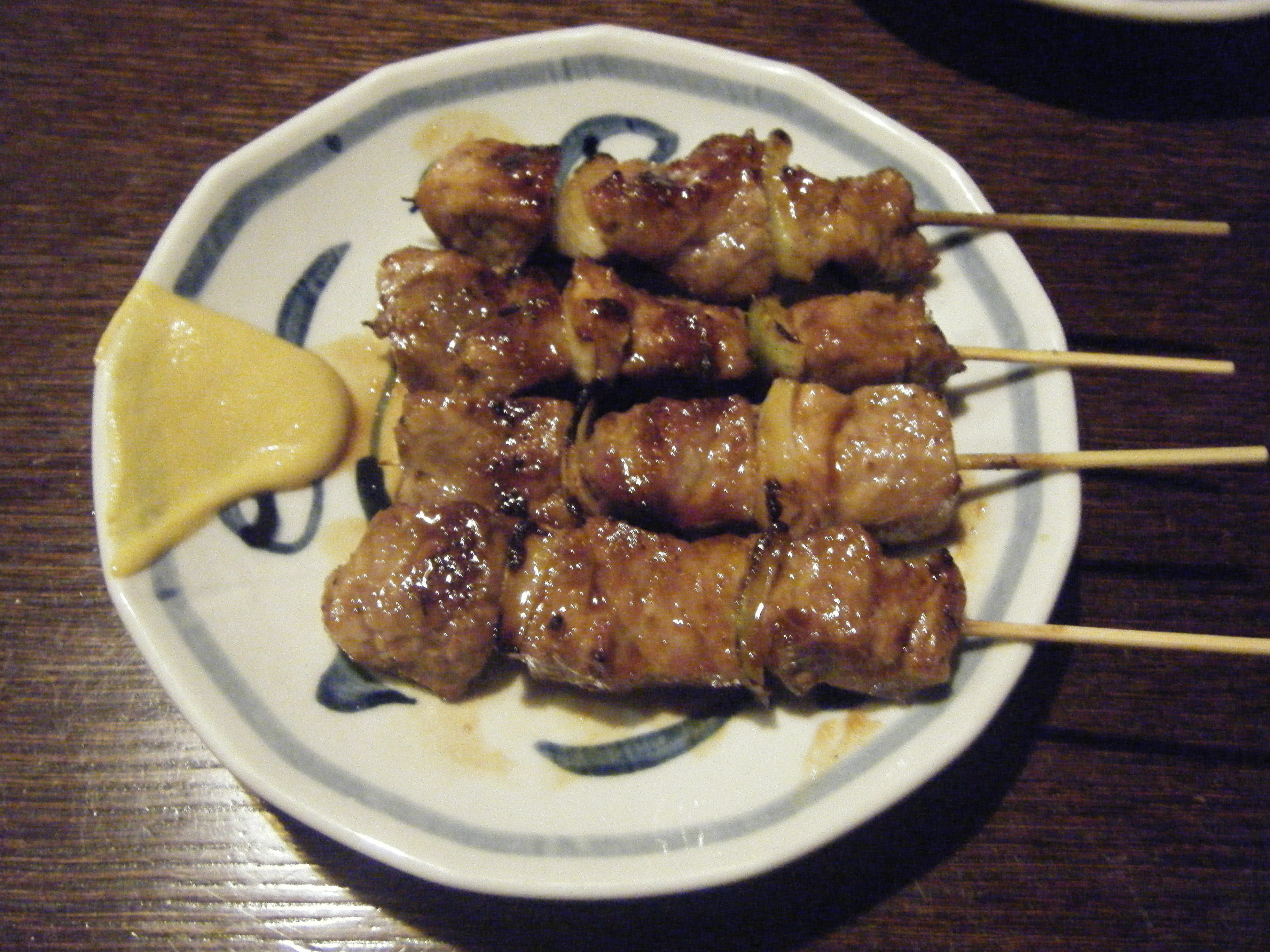
Jakitori

- Aemono 和え物, ételek különböző mártással leöntve
- Agemono 揚げ物, olajban sült ételek
- Akasijaki 明石焼き, labda alakú omlett, polipdarabbal
- Cukemono 漬け物, erjesztett zöldségek
- Csankonabe ちゃんこ鍋, tartalmas egytálétel, alapvető étel a szumó birkózóknak
- Csazuke 茶漬け, rizs zöldteával
- Chinmi 珍味, ínyencségek
- Donburi 丼, zöldség, hús vagy más hozzávaló héja a rizsre forgácsolva
- Gjóza 餃子, hússal töltött tésztatáskák, kínai jellegű
- Isijaki 石焼き, kövön grillezett ételek
- Itamemono 炒め物, stir-fried ételek
- Jakimono 焼き物, grillezett és serpenyőben sült ételek
- Jakitori 焼き鳥, grillezett csirkenyársak
- Karé カレー, japán verziója az indiai curry-fogásnak
- Kabajaki 蒲焼き, édes szójaszószban grillezett hal
- Karaage 唐揚げ, fritőzben sült hús
- Kusiage　串揚げ, bambusznyársakra szúrt, panírozott, sült zöldségek és húsok
- levesek (Szuimono 吸い物 és Sirumono 汁物)
- Maki 巻き, tekercs, tengeri hínárból, rizsből és különböző belevalókból
- Miszoleves 味噌汁, miszóból és dasiból készült leves
- Musimono 蒸し物, gőzölt ételek
- Nabe 鍋, japán egytálétel
- Nimono 煮物, párolt/főtt ételek
- Oden おでん, kiadós, lassan főzött leves
- Okonomijaki お好み焼き, omlettféleség, káposztával és különböző hozzávalókkal
- Szasimi 刺身, vékony filészeletek, nyers halból
- Sabusabu　しゃぶしゃぶ, ételek, tálkákban felszolgálva
- Szukijaki　すき焼き, egytálétel
- Szu-no-mono 酢の物, ecetes ételek
- Szusi 寿司, nyers hal vagy zöldség savanyított rizsen
- Takojaki　たこ焼き, gombóc polipdarabbal töltve
- Tempura 天麩羅, fritőzben sült tengergyümölcsei vagy zöldségek
- Terijaki 照り焼き, marinírozott hús
- Tonkacu 豚カツ, panírozott sertéshússzelet

## Hagyományos hozzávalók
A japán ételek egyik jellegzetessége a vörös hús, az olaj, a zsír és a tejtermékek takarékos használata. Az olyan hozzávalók, mint a szójaszósz, a miszo és az umebosi (aszalt szilva) gyakran az ételek magas sótartalmát eredményezik, bár ezen hozzávalók csökkentett nátriumtartalmú változata is kapható.

## Algák és fűszerek

### Akamiszo
Csípős, magas fehérje- és sótartalmú vörös miszo. Ízesítésre használják, vagy bizonyos fogások részét képezi.

### Dasi

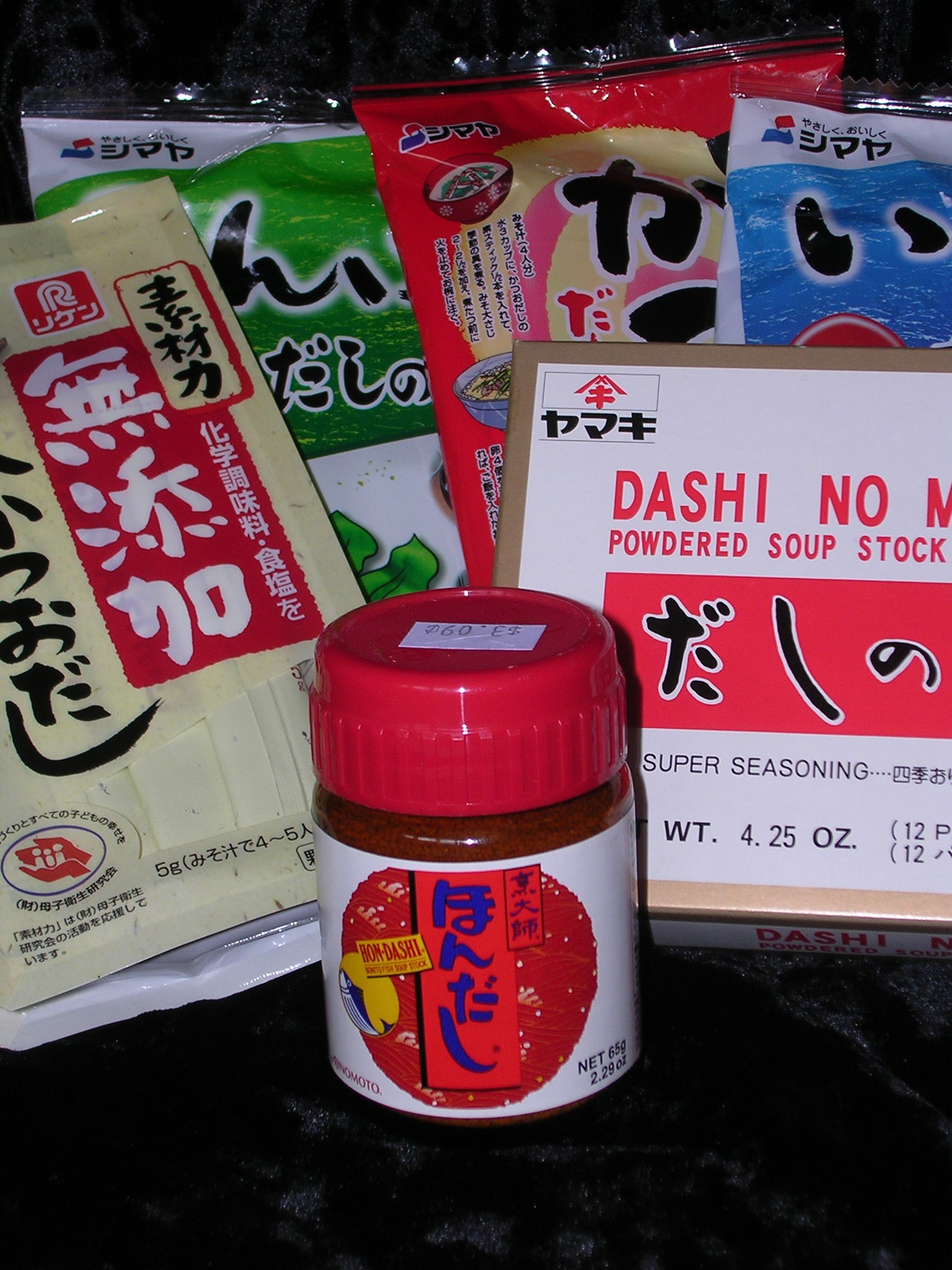
Csomagolt instant dasi

Japán alapleves, kacubusiból (szárított, erjesztett és füstölt csíkoshasú tonhal) és kombuból készül. Kétszer felforralják, s az első főzetet világosabb levesekhez, a másodikat a miszóhoz és a tésztalevesekhez adják.

### Gari
A gyömbért vékony csíkokra vágják és ecetben érlelik, hogy megpuhuljon. Szusi mellé kínálják, segíti az emésztést.

### Karasi
A japán mustár az egyik legcsípősebb mustárfajta. Többféle mustármagból készítik, lisztet nem adnak hozzá. Általában porrá őrölve kapható, de a különböző szószok kedvelt összetevője is.

### Kombu
A szárított alga a japán konyha fontos kelléke; ez adja például a dasi aromáját. Megszárítják, hosszú csíkokra vágják, lereszelik vagy megsütik, és a sültekhez, dinsztelt ételekhez kínálják.

### Mirin
Rizsből készült 14% alkoholtartalmú folyadék, amelyet kizárólag főzéshez használnak. Édes rizsbornak is nevezik, de meg kell különböztetni az ivásra szánt fajtáktól.

### Nori

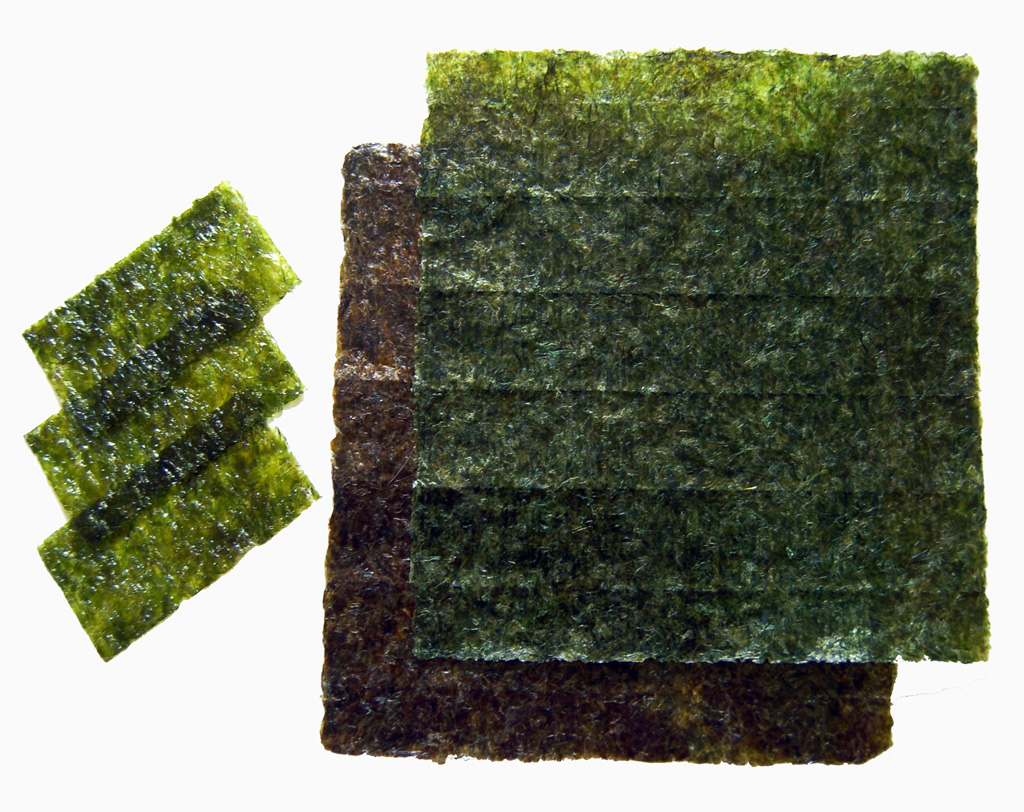
Nori lapok

Vörös alga, amelyet megszárítanak, és 22,5 x 17,5 cm-es levelekké préselnek. Megpirítva szusitekercseket göngyölnek bele.

### Siromiszo
Kiotó város jellegzetes terméke az édeskés fehér miszo. Főleg saláták és édességek készítésénél kap szerepet.

### Sóga
A gyömbér friss gyökereit halak és levek készítéséhez használják, reszelve a tempura szószába keverik. Hajtásait és rügyeit ecetben konzerválják, és a halak mellé tálalják.

### Soju
A szójaszósz a japán konyha nélkülözhetetlen kelléke. Számtalan változata közül az asztalra csípős és kevéssé sós szósz kerül, a főzéshez inkább könnyebb fajtát használnak.

### Szanso
A japán tüskés kőrisfa őrölt magja, a borsot helyettesíti.

### Szu
A japánok gyakran főznek ecettel, amelyet rizsből nyernek. Lágy édeskés ízű.

### Tonkacu szósz
Worcester jellegű szósz, de lágyabb ízű. Gyakori ízesítője például a tonkacunak.

### Vakame
A fodros levelű algát napon szárítják. Sok étel elmaradhatatlan hozzávalója: salátákhoz, zöldségkeverékekhez, és legfőképp miszoleveshez adják.

### Vaszabi
A keresztesvirágúak családjába tartozó, a tormához hasonló, de sokkal csípősebb és aromásabb vaszabiából (japán torma) készítik. Szusi és szasimi mellé kínálják. Két fajtája van: az eredeti vaszabi drágább, üvegházból nevelt növényből készítik, míg az olcsó a közkedvelt változatot vadon termő vaszabiából állítják elő, amelyhez mustárt adagolnak.

## Ízesítés
A szójaszósz használata gyakori a japán konyhában. A tradicionális japán ételeket többnyire egy dasi, szójaszósz, szaké, mirin, ecet, cukor és só keverékével ízesítik. Ezt használják rendszerint pácként, amikor grilleznek vagy dinsztelnek egy ételt. 

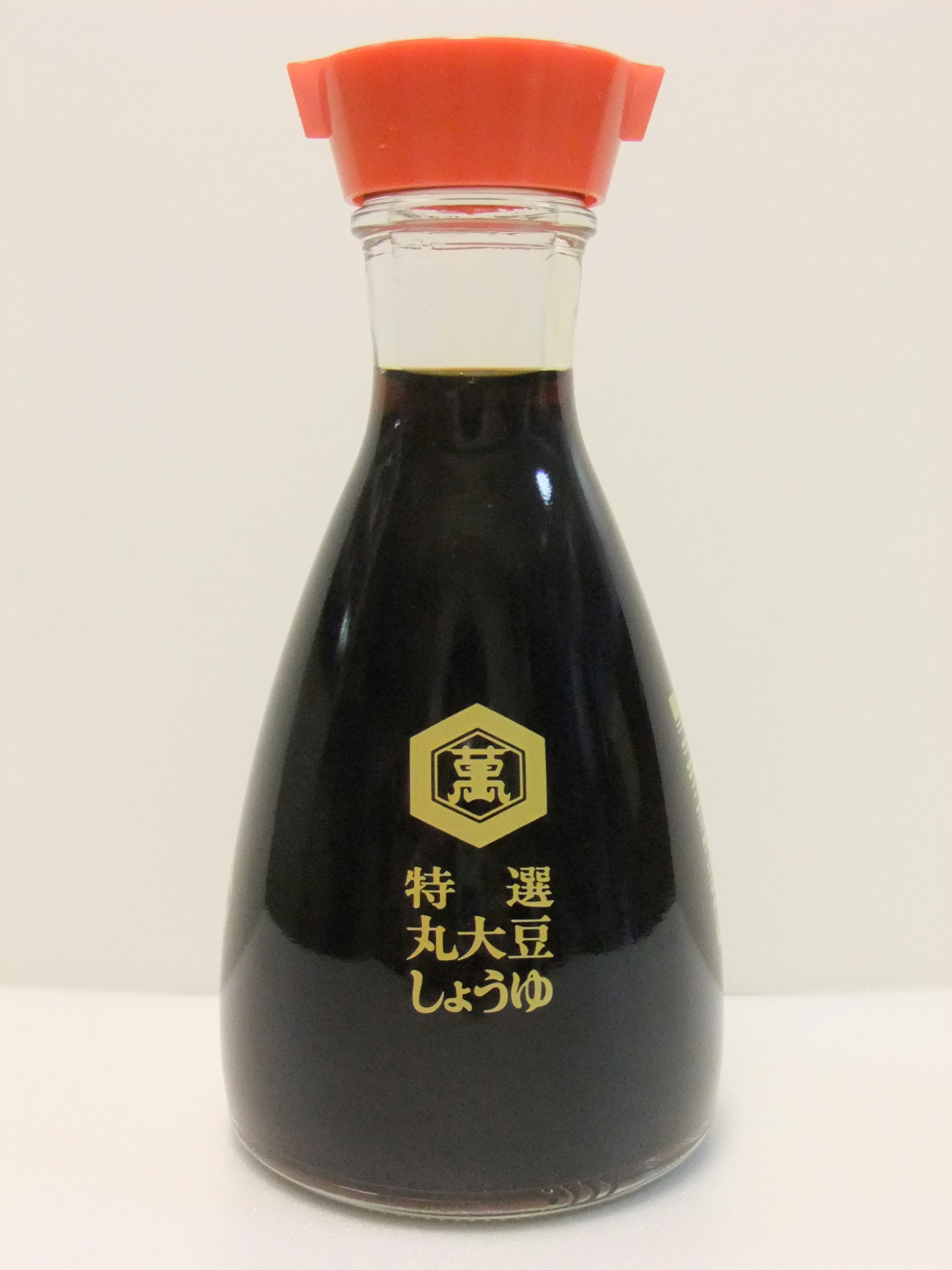
A szójaszósz használata gyakori a japán konyhában.

Kis mértékben használnak gyógynövényeket és fűszereket a főzés során azért, hogy hangsúlyt adjanak, vagy semlegesítsék a halak és vadak szagát. Ilyen fűszer például a gyömbér és a takanocume pirospaprika. Ezzel szemben a grillezéshez és ragukhoz különböző fűszerkeverékeket használnak, a főzés előtt és alatt is.

## Rizs
Történelmileg a rizs volt a japánok legfontosabb tápláléka. Fontosságát az is mutatja, hogy a főzött rizsre használt japán szavak (gohan, mesi) egyenlőek az étkezés kifejezéssel.
A rizsművelésnek Japánban hosszú történelme van, viszont alapvető táplálékként való fogyasztása nem volt általános. Érdemes megemlíteni, hogy az északi területeken (Észak-Honsú és Hokkaidó) a 19. században a búza elterjedtebb gabonafajta volt.
Japán legtöbb részén a rizs szinte minden étkezéskor az asztalra kerül, és bár egy 2007-es felmérés szerint a társadalom 70%-a még mindig naponta egyszer vagy kétszer fogyasztja, a rizs népszerűsége hanyatlik. A 20. században az emberek étkezési szokása megváltozott, és egyre többen választották a búza alapú termékeket (kenyér és tészta) a rizs helyett.
A japán rizs kisszemű és főzéskor ragacsossá válik. A legtöbb rizst hakumaiként (白米, "fehér rizs") árulják – azaz a szemek külső héját (糠, nuka) lepolírozzák. A nem ilyen eljárással készült barna rizst (玄 米, genmai) kevésbé kívánatosnak tekintik, de népszerűsége az utóbbi években nőtt.

## Tészták
| - Rámen ラーメン, tésztaleves - Szoba 蕎麦, vékony szálú, szürkés-barna tészta, ami hajdinalisztből készül - Udon 饂飩, vastag szálú, búzalisztből készült tészta | - Szómen 素麺, vékony metélt s az ebből készült leves - Jakiszoba 焼き蕎麦, sült metélt - Hijamugi, árpa- vagy búzatészta |

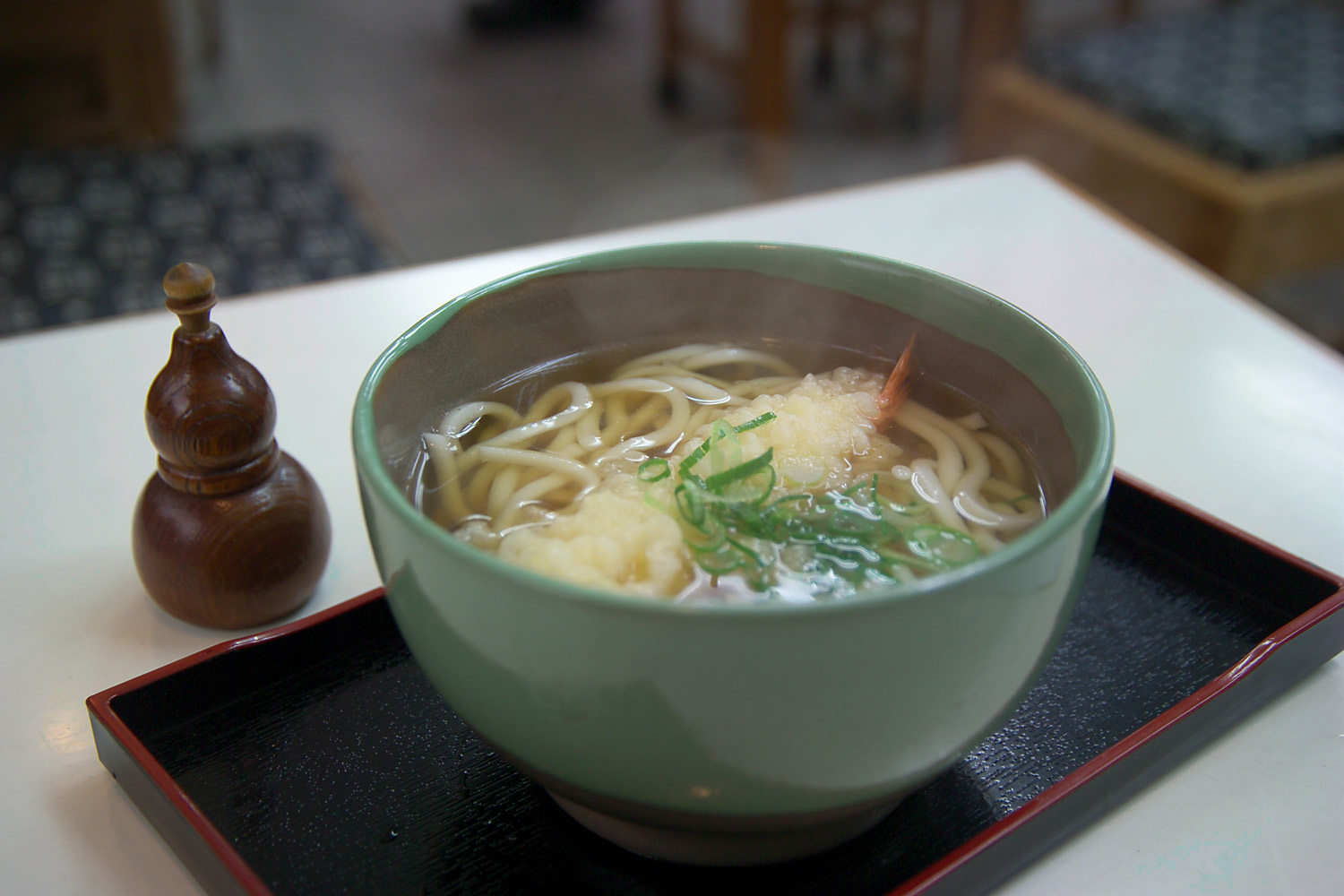
Udon tészta

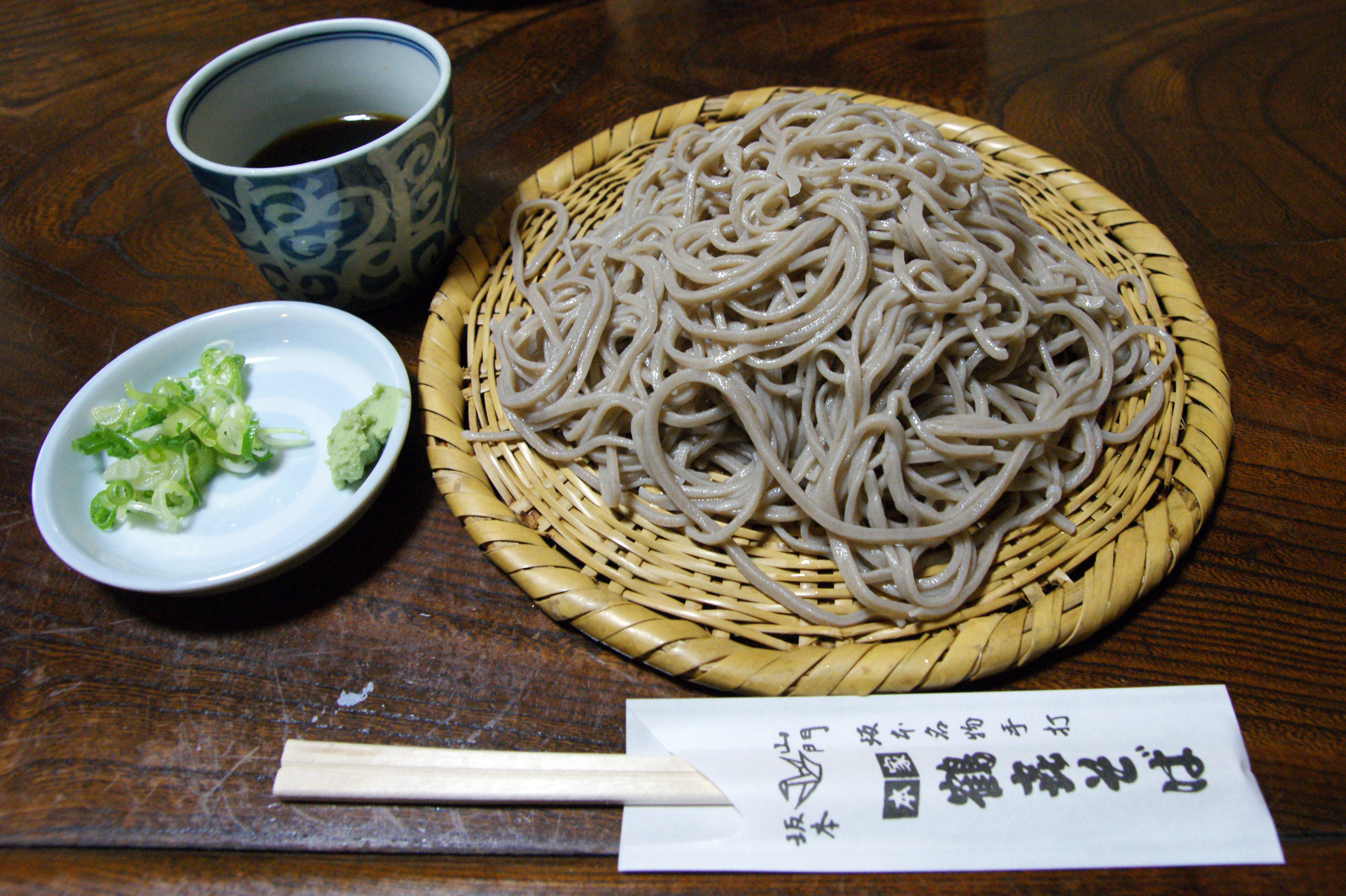
Szoba tészta

A japán tészták gyakran helyettesítik a rizs alapú étkezést. A szoba és udon tradicionális japán tészták, míg a rámen egy modern importált tésztatípus, ami széleskörben elterjedt és meghonosodott. Vannak más, kevésbé elterjedt tészta fajták.
A japán tésztákat, például a szobát és az udont, önmagukban fogyasztják, a hagyományok szerint köret nélkül. Lehet feltétet tenni rájuk, amit gunak (具) neveznek. Ha azonban ez a feltét tempura, akkor „gu” helyett „garnélaráknak” vagy „tempurának” nevezik.
Az azonos feltéteket, ha fehér rizshez szolgálják fel, okazu-nak hívják, ezek a kifejezések kontextusfüggők.
A meleg tésztákat általában egy olyan tálban szolgálják fel, amit előzetesen a tészta levesébe áztattak, ezeket kake-szobának vagy kake-udonnak hívják. A hideg szoba tészta fűszerezetlenül érkezik egy zarun (笊, szűrő, a hideg szoba tésztát egy lyukacsos bambusz tálon tálalják, amelyen lecsepegtethető a víz a tésztáról) vagy szeiron ( 蒸籠, szó szerint ,,gőz-kosár",  egy olyan kosár amiben gőzőlni szokták az ételeket) és evőpálcikával kell felvenni, majd a szószába mártani. A tésztaleves egyfajta dasi-mirin keverék, a szósz hasonló, de sűrűbb állagú, mert több benne a szójaszósz.
A tésztákhoz gyakran adnak hozzá még jakumit (szószok és fűszerek) is, ami sicsimi, nori, apróra vágott mogyoróhagyma és vaszabi is lehet.
Az udont kama-age stílusban is lehet enni, ami azt jelenti, hogy melegen, a forró lábosból kimerve,  szójaszósszal és néha nyers tojással is.

## Saláták

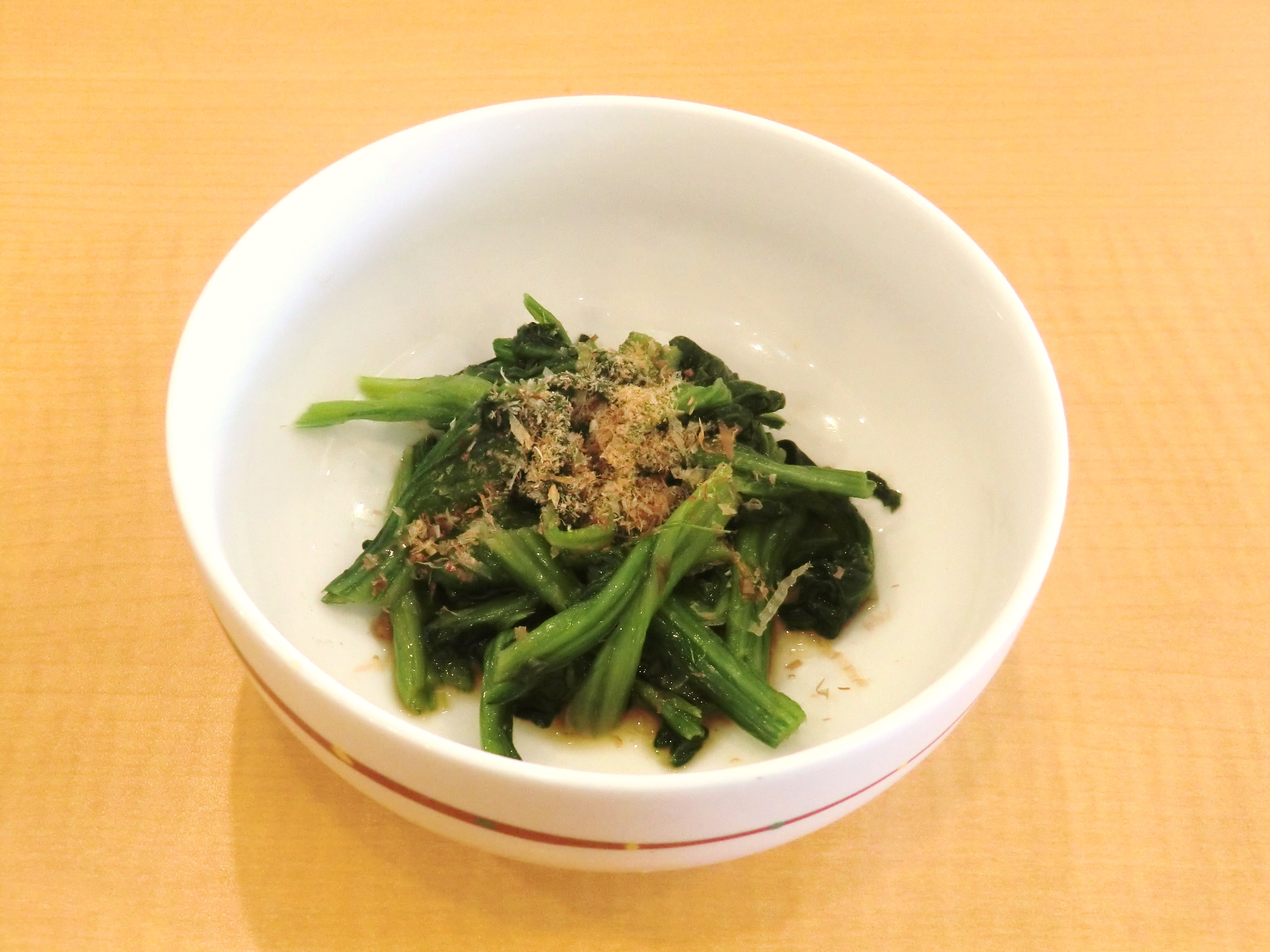
O-hitasi(おひたし)

Az o-hitasi vagy hitasi-mono (おひたし) párolt zöld-leveles zöldségek, melyeket összegyűjtenek és méretre vágnak, majd dasi levessel átitatnak és szójaszósszal leöntve fogyasztanak.
Egy másik fajta saláta a szunomono (酢の物, ”ecetes dolog"), amit vakame hínárral lehet elkészíteni, vagy mint egy kouhaku namaszut (紅白なます, "piros fehér namaszu") fogpiszkáló vastagságúra vágott daikon retekkel és répával. 
Az említett ecet, amit a hozzávalókkal kevernek össze gyakran a szanbaizu (三杯酢, "3 kanálnyi ecet"), ami az ecet, mirin és szójaszósz keveréke. 
A nyugati salátákhoz képest kevesebb olajat használnak.
Az aemono (和え物) összedobott (tossed salad) vagy leöntött salátaként (dressed salad) írható le.  Ennek egyik típusa a goma-ae (胡麻和え), ahol például zöldbabhoz hasonló zöldségekhez adnak hozzá szuribacsiban összemorzsolt fehér vagy fekete szezámmagot, cukorral és szójaszósszal ízesítve. Sira-ae (白和え) salátába tofut is tesznek. Az aemonot alapvetően ecetes-fehér miszo keverékkel, vakegi hagymával és baka-gaival (バカガイ / 馬鹿貝, (Mactra sinensis)) ízesítik.

## Édességek
A hagyományos japán édességeket vagasinak (和菓子) hívják. Olyan hozzávalókat használnak hozzájuk mint a vörös bab paszta és mocsi. Napjainkban már egzotikus ízesítéssel is árulnak édességeket, mint például a zöld teás fagylalt. Minden gyár saját ízesítést kever ki az édességeihez.
A kakigouri (かき氷), japán jégkása, amit sziruppal és sűrített tejjel ízesítenek. Általában hideg és a nyári fesztiválokon fogyasztják.
A gyerekek körében népszerű desszert a dorajaki (どら焼き). Ezek édes palacsinták vörös bab pasztával megtöltve. Főleg szoba hőmérsékleten fogyasztják, de melegen is nagyon ízletesek.
- Jókan, sűrű, zselés desszert
- Szakuramocsi, a vagasi egyik fajtája

## Italok

### Tea
A zöld teát Japánban termelik, és különböző formában készítik el, mint például a maccsa, amit teaszertartásokon használnak.

### Sör
A leggyakrabban fogyasztott sörök Japánban a világos sörök, körülbelül 5%-os  alkoholtartalommal.
Ezek mellett a sörszerű italok is népszerűek, amelyek kevesebb malátával készülnek, például a happousu (発泡酒, szó szerint, "buborékos alkohol"), valamint a malátamentes a happouszei (発泡性, szó szerint "egy fajta buborékos alkohol") , ezeken az adó alacsonyabb.
A kis kézműves sörfőzdék az 1990-es évek óta egyre elterjedtebbek, a többféle módon és jellegzetes ízben elkészített sörök a szakmabeli tudásra, a minőségre és a hozzávalók származási helyére fektetik a hangsúlyt.

### Szaké
A szaké egy főzött rizs ital, amely 15%-17% alkoholt tartalmaz és többféle rizs erjesztésével készül. A hagyományos hivatalos étkezéseknél, a szaké a rizzsel egyenértékű, nem fogyasztják egyidejűleg más rizsalapú étellel.  
A szakéhoz való köreteket szakananak vagy ocumaminak nevezik.
A szaké főzése munkaigényes eljárás, mely inkább a sörkészítéshez hasonlít és nem a borkészítéshez, ami félrevezető lehet, mert a szaké általános elnevezése rizsbor. A szakét törvényes leírás szerint szigorúan csak 4 hozzávalóból készítik: speciális rizsből, vízből, kodzsiból (Aspergillus oryzae, egy fajta gomba, amit a kínai és kelet-ázsiai konyhában használnak az ételek és italok erjesztésére) és speciális élesztőből.
2014-ben Japánnak 1500 regisztrált sörfőzdéje volt, amelyek több ezer különböző fajta szakét állítanak elő. A szaké jellegzetessége és íze a regionális jelleggel, hozzávalókkal és a főzdék különböző stílusával változik a sörfőzdék vezetőinek igénye szerint.
A szaké aromája és íze  sokféle ételhez illik, beleértve a nem japán ételeket is.

### Sócsú
Egyfajta lepárolt ital, ami jellemzően árpából, édesburgonyából, hajdinából vagy rizsből készül. Sócsút mindenhol készítenek Japánban, de a termelése Kjúsúban kezdődött.

### Whisky
A japán whiskyt a korai 20. században kezdték el kereskedelmileg gyártani, elsősorban highballs-ként (ハイボール haibóru, koktél aminek az alapja valamilyen alkohol és ehhez más nem alkoholos italokat adnak hozzá, majd egy nagy jéggel megtöltött pohárban szolgálják fel) fogyasztják. Skót stílusban gyártják, és az 1980-as évek óta maláta whiskyvel állítják elő. A 2000-es évek óta nemzetközi díjakat is nyert.

## Alapvető konyhai eszközök
A japán konyha receptjeinek nagy részét el lehet készíteni a szokásos konyhai eszközökkel.

### Szuihanki
Ez a japán konyhai gép kevésbé ismert nyugaton.
Segítségével könnyen és egyszerűen készíthető el a rizs, és ami a legfontosabb, a konyha tiszta marad. Nagy előnye, hogy melegen tartja a kész köretet.

### Makiszu
Bambuszroló vagy ,,bambuszszőnyeg" néven ismert. Ezzel tekerhető fel a szusi, vagy préselhető ki a felesleges víz a főtt hakuszaiból.

### Tamagojaki ki
Négyszögletes serpenyő, amelyben japán omlett készíthető. Formájának köszönhetően a kész ételt, pálcikával egyszerűen feltekerhető.

### Orosigane
A japán ételek sokszor reszelt zöldséget tartalmaznak. Tipikus japán reszelő, a széleken kiképzett mélyedésben gyűjti össze a reszeléket.

### Teppan jaki sütő
Hordozható elektromos grillező lap, mely az asztalon is beüzemelhető.

### Bambusznyársak
A vaslapon készült ételekhez gyakran használják.

### Bambuszgőzölő
Kínából származó szerkezet, halak és zöldségek párolására szolgál.

### Szuribacsi
Porcelán-, kő- vagy famozsár, melynek formája hasonlít a más népek konyhájában használatos mozsarakéhoz. Az alja szabálytalan felületű, hogy a hozzávalók a lehető legjobban összetörjenek benne.

### Szukijaki nabe
Ezt a tálat a szukijaki elészítéséhez használják.

### Otosibuta
Fa-, karton- vagy fémfedő, melynek átmérője kisebb, mint az edény amiben főznek. A fedőt így közvetlenül az ételre teszik, hogy megtartsa a meleget és az ízeket, s megakadályozza, hogy összetörjenek a zöldségek.

## Regionális különlegességek
A japán konyha a Kjoudo-rjori (郷 土 料理) néven ismert regionális különlegességek széles választékát kínálja, amelyek közül számos étel tradicionális recepttel és helyi hozzávalókkal készül. A Kantó régióból származó ételek íze nagyon erőteljes, például az udon tészta dasi alapú levesét nagy mennyiségű sötét szójaszósszal ízesítik, a szoba leveshez hasonlóan. Ezzel szemben a Kanszai régió ételeinek könnyedebb az ízesítése, az udonhoz szolgáló levest világos szójaszósszal ízesítik.

## Hagyományos asztali terítés
A tradicionális japán asztali terítés jelentősen megváltozott az évszázadok során, ez elsősorban az adott korszakban elterjedt asztalok fajtájától függött. A 19. század előtt egyszemélyes doboz asztalokat (箱膳, hakozen) vagy földre helyezhető lapos tálcákat használtak az étkezésnél.
A 20. század elején egyre népszerűbbek lettek a nagyméretű, alacsony asztalok (ちゃぶ台, chabudai), melyekhez az egész család leülhetett. Ezek adtak teret később a nyugati stílusú étkező asztaloknak és székeknek.
A hagyományos japán asztali terítés során az egy tál rizst a baloldalra helyezik, míg a miszó levest az asztal jobb oldalára. Ezek mögött helyezik el a 3 okazut a saját tányérjaikban. A hagyományos három okazu minta alapján, a rizs és a leves mögött helyezkedik el lapos tányérban a három okazu: az egyik messze balra, a másik messze jobbra és egy középen. Az erjesztett zöldségeket gyakran az asztal szélén szolgálják fel, de nem tartoznak az okazuk közé.
Az evőpálcikát általában a tálca elé teszik hasiokira (evőpálcika-tartó) támasztva, közel az étkező személyhez, hegyesebbik felük balra mutat.

## Étkezési etikett

### Asztalok és ülés
Japánban számos étterem és otthon van felszerelve nyugati stílusú asztalokkal és székekkel. A hagyományos éttermek azonban továbbra is tatamira tett párnákkal körbevett, alacsony asztalokhoz szolgálnak fel. A szalmából készült tatami szőnyegek könnyen megrongálódhatnak és nehezen tisztíthatók, ezért a cipőket vagy egyéb lábbeliket leveszik, mielőtt rálépnek.
A hagyományos tatami szobában való étkezésnél megszokott, hogy egyenesen a padlóra ülnek. A férfiak rendszerint törökülésben ülnek, míg a nők mindkét lábukat egy oldalra teszik.  
Az ülés formális módja mindkét nemnél egyfajta térdelő stílus, amit szeizának hívnak. Ez egy olyan testhelyzet, amelyben a padlón térdelve a sarkaikra ülnek, míg lábaik a combok alatt helyezkednek el.
Ha étteremben esznek, a vendégeket a vendéglátó kíséri az asztalhoz. A díszvendéget vagy a legidősebb vendéget általában középre ültetik, valamint legtávolabb a bejárattól. Otthon a legfontosabb vendéget is a legtávolabb ültetik a bejárattól. Ha van egy tokonoma (床の間), azaz hálófülke a szobában, a vendéget azzal szembe ültetik. A vendéglátó az ajtó mellett vagy legközelebb ül.

### Itadakimaszu és gocsiszouszama
Japánban az a szokás, hogy étkezés előtt itadakimaszut (,,Én alázatosan kézhez veszem") mondanak. Ehhez mindkét kezet összeteszik a mellkas előtt vagy az ölre.
Az itadakimaszut megelőzi az étel kinézetének dicsérete. A japánok nagy jelentőséget tulajdonítanak az ételek esztétikai elrendezésére, akárcsak az ízre. Mielőtt belekezdenek az ételbe, udvariasan megdicsérik a házigazda művészi érzékét.
Az illem úgy tartja, hogy a legidősebb vendég kezd el legelőször enni.
Egy másik fontos etikett szabály, hogy gocsiszouszamat (,,Micsoda lakoma volt") mondanak a házigazdának az étkezés után, vagy az étterem dolgozóinak távozáskor.

### Meleg törülközők
Étkezés előtt a legtöbb étkeztetési hely meleg- vagy hidegvizes törülközőket vagy csomagolt, vizes törlőkendőket (osibori おしぼり vagy お絞り) biztosít. Ezek a kéz tisztítására szolgálnak az étkezés előtt. Nem illendő megmosni vele az arcot, vagy bármely más testrészt a kezeken kívül.
Amikor a felszolgáló odaadja az o-siborit, két kézzel kell elfogadni. Használat után össze kell hajtani vagy felcsavarni, és az asztalra tenni. Udvariatlan az osiborival letörölni a kiömlött foltokat az asztalon.

### Tálak
A rizst és a levest úgy eszik, hogy a bal kézzel felemelik a tálat, az evőpálcikát pedig a jobb kézzel fogják. Ha valaki balkezes, ennek a megfordítása.
A japán gyerekeket úgy tanították régebben az irányok megkülönböztetésére, hogy ,,a jobb kéz fogja a pálcikát, a bal kéz a tálat". Mára a balkezes étkezés is elfogadottá vált.
A tálat a szájhoz emelik, de a szájnak nem szabad a tálhoz érnie, kivéve leves fogyasztásánál.
A japánok szokványosan szürcsölve eszik a tésztaleveseket, mint a ráment, udont és szobát. Ha gyorsan szürcsölve eszik a tésztát, a leves a tésztához tapad, és az étel még ízletesebbé válik.

### Szójaszósz
A szójaszószt (souju) általában nem szabad rizsre vagy levesbe önteni, egy kisebb tányért biztosítanak neki. Közvetlenül ráöntik azonban tofura és a reszelt daikon retkes ételekre, valamint a nyers tojásra, amikor tamago-kake-gohant (,,tojás rizsen") készítenek.

### Evőpálcikák
Japánban a megfelelő evőpálcika használat a legfontosabb étkezési etikett. Az evőpálcikát nem lehet függőlegesen a rizsben hagyni, mert ez hasonlít a füstölőkhöz (általában amiket homokba szúrnak, amikor felajánlanak egy elhunytnak). 
A pálcikára nem szabad ételt felszúrni vagy valakire rámutatni vele, valamint nagyon illetlen, ha valaki a pálcikát harapdálja.
Egyéb fontos pálcika szabályok, amikre oda kell figyelni:
- A pálcikát a végén fogják, és nem a közepén vagy az eleje egyharmadánál.
- A használaton kívüli evőpálcikát az étkező személy elé kell letenni, a hegyesebbik felével balra mutatva. Az étkezés befejeztével ez a megfelelő pozíció.
- Nem szabad pálcikával ételt átadni más pálcikájára. Ezt a technikát temetésnél használják, amikor az elhunyt csontjait pálcikákkal személyről-személyre adják tovább.
- Nem szabad a pálcikát túl sokat a levegőben mozgatni vagy játszani vele.
- Nem szabad tányérokat vagy tálakat mozgatni a pálcikával.
- Ha egy ételt két részre kell elválasztani, akkor egyenletes nyomást kell gyakorolni a pálcára és lassan ketté kell választani az ételt.

### Közös tál
Mivel étkezéskor az evőpálcikák a szájhoz érnek, illetlenség a közös tálba nyúlni velük. Ha nincs erre külön előkészített pálcika, meg kell fordítani a pálcikákat, és a másik végükkel szedni. Ha ennek a műveletnek vége, akkor vissza lehet fordítani őket és a szokásos módon folytatni az étkezést.

### Azt kell enni, ami megadatott
A rizst az utolsó szemig meg szokás enni. Nem nézik jó szemmel a válogatós embert, nem szokás különleges kéréssel előállni vagy helyettesítést kérni egy étteremben. Hálátlannak ítélik meg ezeket a kéréseket, különösen akkor, ha valakit megvendégelnek, például egy üzleti vacsorán.
Az evés után meg kell próbálni ugyanabba a helyzetbe visszarendezni a tányérokat, ahogy étkezés előtt voltak. Ebbe bele tartozik az ételek fedőjének kicserélése, az evőpálcikák letétele az evőpálcika tartóra vagy vissza a papírtartójába.
A jó modor megköveteli, hogy tiszteletben tartsák a vendéglátó ételválasztását. Ezt azonban félre lehet tenni, ha a vendég allergiás például a mogyoróra vagy egyéb összetevőre, valamint ha vallásának megfelelően nem ehet bizonyos ételeket, például sertést.

### Ivás
Hétköznapi helyzetekben is pohárköszöntővel (乾杯, kanpai) kezdődik az alkoholivás. Nem szabad inni addig, amíg mindenkit ki nem szolgáltak, vagy nem volt meg a pohárköszöntő.
Nem szokás magunknak önteni, inkább elvárás, hogy az emberek megtöltve tartsák egymás poharait. A fiatalok töltenek az idősebbeknek, a dolgozók a főnöknek. Amikor valaki önt a másiknak, két kézzel fogják a poharat; a személy, akinek öntenek, a művelet végeztével megköszöni a gesztust.

## Ételek különleges alkalmakra

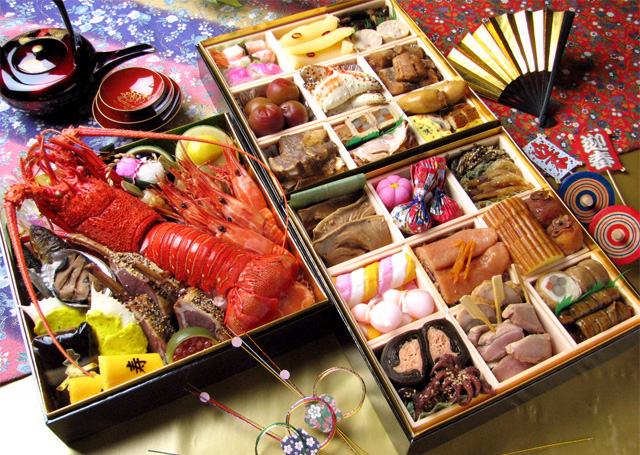
Oszecsi

- Botamocsi (ぼたもち vagy 牡丹餅): ragacsos rizs gombóc, édes azuki pasztával, amit tavasszal fogyasztanak. Hasonló édesség az ohagi, amit ősszel szolgálnak fel.
- Csimaki (粽 vagy ちまき): gőzölt rizspaszta, melyet bambusz- vagy íriszlevélbe csavarnak be. Hagyományosan a Tango no Szekku és a Gion fesztiválon fogyasztják.
- Hamo: egyfajta hal, gyakran angolna. Gion fesztiválon fogyasztják.
- Oszecsi: az újév első 3 napjára előre elkészített ételek összefoglaló neve.

- Szekihan: vörös rizs, amit ünnepélyes alkalmakkor szolgálnak fel. Ez általában ragacsos rizs, amit azukival vagy vörösbabbal megfőznek – ez adja a jellegzetes vörös színét.
- Tosikosi szoba: a szoba tésztaleves, amit szilveszterkor készítenek.
- Csirasizusi: Hinamacurin különféle hal- és zöldségfeltéttel felszolgált rizs.
- Usiodzsiru: világos kagylóleves. Hinamacurin fogyasztják.
- Amazake: hagyományos, édes alacsony alkoholtartalmú vagy alkoholmentes ital erjesztett riszből. Hinamacurin fogyasztják.

## Japán konyha Magyarországon
Magyarországon, elsősorban Budapesten számos étterem kínál japán ételspecialitásokat, vannak kifejezetten japán éttermek is. A japán konyhára szakosodott főzőiskolák is találhatók, pl. a Makifood főzőiskola.

## Külső hivatkozások
- A japán konyháról
- Ume, a japán zöldbarack
- Japán konyha weboldal-gyűjtemény
- Japán receptek Archiválva 2011. szeptember 1-i dátummal a Wayback Machine-ben

## Fordítás
- Ez a szócikk részben vagy egészben  a   Japanese cuisine című angol Wikipédia-szócikk ezen változatának fordításán alapul.  Az eredeti cikk szerkesztőit annak laptörténete sorolja fel. Ez a jelzés csupán a megfogalmazás eredetét és a szerzői jogokat jelzi, nem szolgál a cikkben szereplő információk forrásmegjelöléseként.